# Daniel Marvin
Daniel Marvin (1933–2012), còn gọi là Dan Marvin, là một cựu Trung tá Lục quân Hoa Kỳ từng tham gia tại chiến trường Việt Nam.
Năm 2003, ông cho xuất bản quyển hồi ký Expendable Elite – One Soldier’s Journey Into Covert Warfare (tạm dịch: Biệt đội tinh nhuệ – Hành trình trong cuộc chiến bí mật) trong đó có tiết lộ thông tin vào giữa thập niên 1960, CIA đã chuẩn bị kế hoạch ám sát Quốc trưởng Campuchia Trung lập là Norodom Sihanouk. Thông tin này đã gây nhiều tranh cãi về vai trò của người Mỹ với cuộc Chiến tranh Đông Dương.
Ban đầu, Marvin tham gia quân đội Mỹ ở lĩnh vực hậu cần, sau đó tham gia khóa đào tạo sĩ quan mũ nồi xanh (Green Berets) của Lục quân Hoa Kỳ.
Trong thời gian tham gia Chiến tranh Việt Nam, Dan Marvin mang quân hàm Đại úy và được bạn bè gọi với biệt danh "Dangerous Dan" (tạm dịch: "Dan Nguy hiểm"). Tại Việt Nam, Marvin được bổ nhiệm chỉ huy phân đội lính Mỹ tại trại biệt kích Dân Nam (tới năm 1966 đổi tên thành trại An Phú) ở quận An Phú, tỉnh Châu Đốc (nay là huyện An Phú, tỉnh An Giang) từ tháng 11 năm 1965 tới ngày 2 tháng 8 năm 1966.
Nhờ biết tận dụng người dân (đa số theo đạo Hòa Hảo) ở địa phương làm lính đánh thuê, Marvin đã cùng các sĩ quan Việt Nam cộng hòa địa phương sử dụng họ trong "Lực lượng dân sự chiến đấu (CIDG)" (còn gọi là dân vệ) để hỗ trợ cho hoạt động của mình.
Tại An Phú, đơn vị của Marvin đã hỗ trợ cho các sĩ quan Việt Nam cộng hòa trong chiến đấu chống lại quân Giải phóng và làm các công tác xã hội.
Daniel Marvin rất được lòng giáo phái Hòa Hảo, được mệnh danh là "King of the Hoa Haos" (tạm dịch: ông vua của lực lượng dân sự chiến đấu Hòa Hảo), ông là người Mỹ duy nhất được ghi tên danh dự khi ghé thăm tổ đình của đạo Hòa Hảo và được tổ đình trao tặng huy chương Hoa Phiên lộ tía.
Giữa năm 1966, đặc vụ CIA là Walter McKem ra lệnh cho Marvin đi ám sát quốc trưởng Campuchia là Sihanouk. Lúc bấy giờ chính phủ của tổng thống Jonhson công nhận nền trung lập của Campuchia và tuyên bố quân đội Mỹ sẽ không mở rộng chiến tranh sang Campuchia. Điều này đồng nghĩa với việc Marvin và người của mình sẽ không được chính phủ hậu thuẫn vì vi phạm luật, mặc dù đó chính là lệnh của CIA.
Marvin chấp nhận với điều kiện: chính phủ Việt Nam Cộng hòa ân xá cho các dân vệ vì tội trốn quân dịch, chính phủ Mỹ công khai việc tấn công quân Giải Phóng trong lãnh thổ Campuchia. Tuy nhiên, sau khi không đạt được thỏa thuận với đặc phái viên CIA, Mavin đã hủy bỏ nhiệm vụ. Tức giận trước hành động bất tuân của Marvin và để che giấu vụ việc ám sát, CIA và thủ tướng Nguyễn Cao Kỳ lệnh cho một trung đoàn Việt Nam Cộng hòa từ Cần Thơ tập trung lên Châu Đốc và chuẩn bị tấn công trại An Phú. Marvin và cộng sự người Việt nhờ người xin sự giúp đỡ từ trung tướng vùng 4 chiến thuật Đặng Văn Quang. Ông Quang nhận thấy nếu làm như vậy sẽ phải giết nhiều quân nhân Việt Nam Cộng hòa ở đây và mất đi sự ủng hộ của người dân nên đã đích thân tới ngăn cản vụ tấn công và đảm bảo lệnh an xá cho dân vệ.
Sau khi xuất ngũ với quân hàm Trung tá, Daniel Marvin về nghỉ hưu ở Cazenovia, New York. Năm 2003, Marvin cho xuất bản cuốn Expendable Elite – One Soldier’s Journey Into Covert Warfare kể về giai đoạn hoạt động tại An Phú cùng với các mẩu chuyện về các nhân vật liên quan như Lê Văn Phồi, Đặng Văn Quang... Với những thông tin trong sách, Hiệp hội Lực lượng đặc biệt Hoa Kỳ và 7 trong số 8 cựu binh thuộc Lực lượng đặc biệt Hoa Kỳ từng hoạt động tại trại An Phú (trừ Marvin) đã kiện Marvin vì cho rằng mình bị bôi nhọ khi cuốn sách cáo buộc họ "phạm tội, hành động phạm pháp, vi phạm điều luật của tòa án binh cũng như luật pháp quốc tế", với tổng số tiền bồi thường thiệt hại ít nhất 700.000 USD. Tuy nhiên, toà án đã kết luận rằng không có bên nào bị phỉ báng trong vụ kiện này.
Mục đích của Marvin khi xuất bản quyển sách:
1. Kể về sự dũng cảm của nhân dân Việt Nam, đặc biệt là những người theo đạo Hòa Hảo ở An Phú.
2. Kể lại những công việc khó khăn mà đội của ông đã phải hoàn thành trong cuộc chiến.
3. Tố cáo những tội ác mà một số binh lính Hoa Kỳ gây ra tại Việt Nam.